# Steatoda seriata
Steatoda seriata är en spindelart som först beskrevs av Simon 1899.  Steatoda seriata ingår i släktet vaxspindlar, och familjen klotspindlar. Inga underarter finns listade i Catalogue of Life.